# Légion du Danube

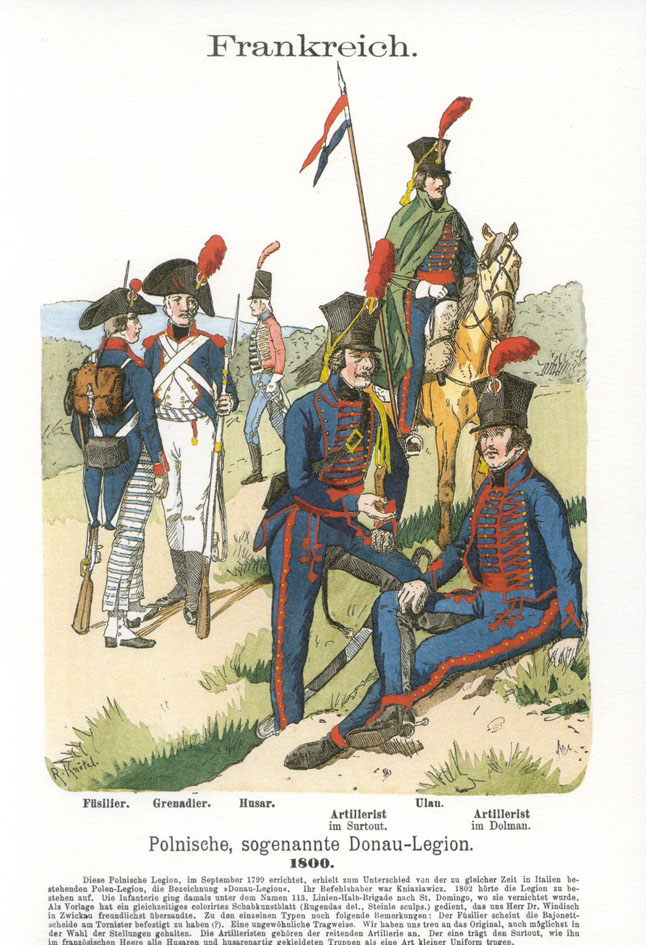
Soldats de la Légion du Danube. Illustration de Richard Knötel.

La Légion du Danube (Legia Naddunajska en polonais) est une unité militaire des légions polonaises, servant au sein de l'armée napoléonienne.

## Histoire

### Organisation
La légion du Danube fut constituée le 8 septembre 1799. Composé de volontaires et de prisonniers de guerre polonais de l'armée autrichienne, l'effectif théorique du corps est alors de quatre bataillons d'infanterie (soit 1 230 hommes), un régiment de uhlans (soit 928 hommes) et une compagnie d'artillerie. L'état-major comprend quant à lui 15 personnes. Cette troupe est placée sous le commandement du général Karol Kniaziewicz. En mai 1800, la légion totalise 2 769 officiers et soldats.

### Campagnes militaires

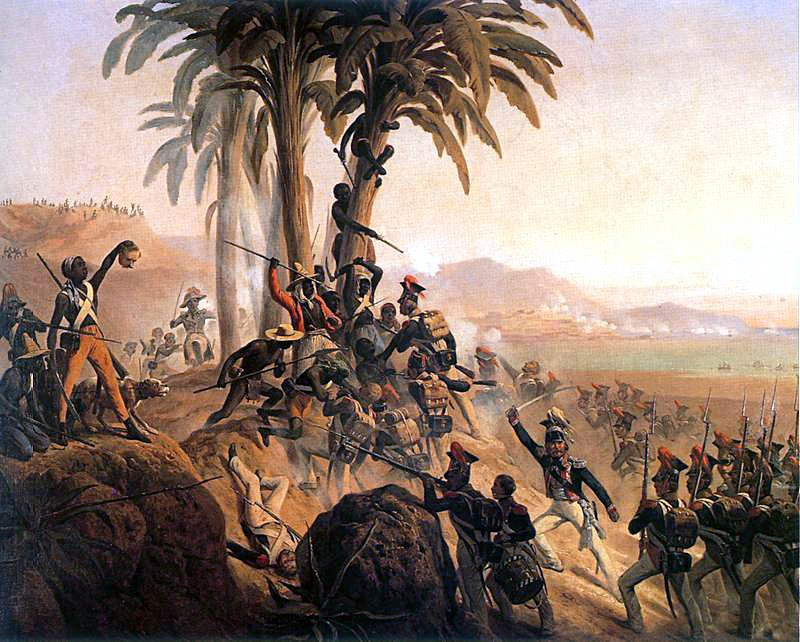
L'expédition de Saint-Domingue causa des pertes énormes dans les rangs des contingents polonais, aussi bien au combat qu'à cause des maladies. Ici, des soldats polonais affrontent les révoltés haïtiens. Peinture de Janvier Suchodolski.

Dès 1800, la légion du Danube est envoyée au général Moreau, commandant en chef de l'armée du Rhin. Après avoir participé à quelques petits affrontements, le corps polonais est intégré à la division Decaen au sein de laquelle il prend part à la bataille de Hohenlinden. Il combat également sur divers fronts militaires et notamment en Italie, loin de la terre polonaise. Les Polonais demandent par ailleurs à la France que la légion du Danube puisse combattre les forces favorables à la partition de la Pologne (le futur hymne national, Mazurek Dąbrowskiego, créé par Józef Wybicki, rappelle « le retour de l'armée polonaise de l'Italie à la Pologne »).
En mai 1801, la légion du Danube passe sous le commandement du général de brigade Wladyslaw Jablonowski. En décembre 1801, elle devient la 3e demi-brigade polonaise puis, en septembre 1802, la 113e demi-brigade. En 1802, elle est envoyée à Saint-Domingue et en Guadeloupe pour écraser la Révolution haïtienne dans les Antilles françaises. Néanmoins, la fièvre jaune et les combats déciment les troupes de la légion du Danube, et les rescapés sont finalement amalgamés à la 114e demi-brigade. En 1803, plus de 4 000 Polonais sont morts au combat ou de maladie. Ils ne sont que quelques centaines seulement à revenir des Caraïbes.